# His Second Wife (film 1910)
His Second Wife è un cortometraggio muto del 1910 diretto da Harry Solter. Prodotto e distribuito dalla Independent Moving Pictures, aveva come interpreti Florence Lawrence e King Baggot.

## Trama
Un drammatico triangolo amoroso: un uomo si divide tra due donne.

## Produzione
Il film fu prodotto dall'Independent Moving Pictures Co. of America (IMP).

## Distribuzione
Il film - un cortometraggio di 297 metri - uscì nelle sale statunitensi il 7 aprile 1910, distribuito dall'Independent Moving Pictures Co. of America (IMP).